# Billy Ray Bates
Billy Ray Bates (* 31. Mai 1956 in Kosciusko (Mississippi)) ist ein ehemaliger US-amerikanischer Basketballspieler.

## Werdegang
Bates spielte als Heranwachsender an der McAdams High School in Camden (US-Bundesstaat Mississippi) sowie anschließend als Student an der Kentucky State University. Er stammt aus einer Familie mit neun Kindern.
Die Houston Rockets sicherten sich im Jahr 1978 im Draftverfahren der NBA an 47. Stelle die Rechte an Bates. Für die texanische Mannschaft spielte er aber nie, sondern in der NBA von Februar 1980 bis 1982 bei den Portland Trail Blazers sowie in Teilen der Saison 1982/83 bei den Los Angeles Lakers und bei den Washington Bullets. Insgesamt brachte es der 1,93 Meter große Shooting Guard auf 193 Spieleinsätze in der NBA, die höchsten Mittelwerten in den meisten der wichtigen Kategorien erreichte Bates während der Saison 1980/81, als er in der NBA-Hauptrunde unter anderem 13,8 Punkte je Begegnung erzielte.
Außerhalb des NBA-Spielbetriebs stand Bates in der US-Liga CBA bei mehreren Mannschaften unter Vertrag: Bei den Maine Lumberjacks (1978 bis 1982), bei den Ohio Mixers (1983/84) sowie bei den Charleston Gunners (1986/87). In der CBA erreichte er 1978/79 mit 27,5 Punkten je Begegnung seinen Höchstwert.
Bates geriet durch seinen ausschweifenden Lebensstil und übermäßigen Alkoholkonsum in Verruf. Seine erste Mannschaft außerhalb seines Heimatlandes waren 1983 die Crispa Redmanizers auf den Philippinen. In seinem ersten Einsatz für Crispa erzielte er 64 Punkte. Bates wurde in dem Land durch seine überragenden sportlichen Leistungen, seine kraftvollen Dunkings und sein ausgefallenes Auftreten zum Publikumsliebling. Bates spielte 1986 wieder für die Crispa Redmanizers sowie von 1986 bis 1988 für eine andere philippinische Mannschaft, Ginebra San Miguel. Auf den Philippinen erhielt er den Spitznamen Black Superman.
Zur Saison 1984/85 wurde Bates von Fribourg Olympic verpflichtet und galt damals als bester Spieler der Schweizer Nationalliga, der dank seiner körperlichen Leistungsfähigkeit, Treffsicherheit und Nervenstärke deutlich überlegen war. Während seiner Zeit in der Schweiz tätigte er bezüglich seines Lebensstils den Ausspruch: „Das Leben endet mit 30 Jahren, also muss man vorher alles, aber auch wirklich alles, tun. Danach kann man sterben.“ Bates spielte auch 1985/86 für Fribourg Olympic und trat mit der Mannschaft in dieser Saison auch im Europapokal der Landesmeister an. In dem Wettbewerb traf man auf Real Madrid, Bates erzielte bei der Hinspielniederlage (68:84) 22 und bei der Rückspielniederlage (81:89) 40 Punkte. In der Schweizer Nationalliga gewann Bates mit Fribourg 1985 den Meistertitel und trug in 28 Spielen der Saison 1984/85 einen Punkteschnitt von 29,3 je Begegnung zum Erfolg bei. Im Spieljahr 1985/86 steigerte Bates seinen Punkteschnitt in der Nationalliga auf 33,7.
1988 spielte er noch für die Mannschaft Youngstown Pride in der US-Liga World Basketball League.
Nach dem Ende seiner Spielerzeit plagten Bates weiterhin Alkoholprobleme. 1998 wurde er zu einer Gefängnisstrafe verurteilt, nachdem er im US-Bundesstaat New Jersey mit einem Messer bewaffnet eine Tankstelle überfallen hatte. Später war er fast fünf Jahre wegen mehrfacher schwerer Körperverletzung in Haft und musste nach einem Verstoß gegen Bewährungsauflagen erneut ins Gefängnis. 2011 wurde er in die Ruhmeshalle der philippinischen Basketballliga aufgenommen und blieb anschließend in dem Land. Im Oktober 2011 nahm er eine Stelle im Trainerstab der Mannschaft AirAsia Philippine Patriots an. Im März 2012 wurde er wegen mehrfachen Fehlverhaltens entlassen. Er ging im Januar 2013 in sein Heimatland zurück, lebte in Anaheim (Bundesstaat Kalifornien) und war zeitweise als Vortragsredner tätig.